# Dubmaslivka, Nemîriv
Dubmaslivka (în ucraineană Дубмаслівка) este un sat în comuna Bairakivka din raionul Nemîriv, regiunea Vinnița, Ucraina.

## Demografie
Componența lingvistică a localității Dubmaslivka
     Ucraineană (97,41%)
     Rusă (2,59%)
Conform recensământului din 2001, majoritatea populației localității Dubmaslivka era vorbitoare de ucraineană (97,41%), existând în minoritate și vorbitori de rusă (2,59%).